# Saint-Julien-du-Serre
Saint-Julien-du-Serre è un comune francese di 848 abitanti situato nel dipartimento dell'Ardèche della regione dell'Alvernia-Rodano-Alpi.

## Società

### Evoluzione demografica
Abitanti censiti